# Sadê
Sadê, sade,, tsadê, tsade ou sadeh, Ṣādē, Ṣaddi, Ṣad, tzadi, sadhe, tzaddik, tsad (צ,ץ), é a décima-oitava letra de vários abjads semíticos, assim como o sād  do alfabeto árabe e o ʾçādē do alfabeto fenício.
Tsade é uma letra fenícia. É uma letra descontinuada em muitos alfabetos modernos, porém se encontra a variação Ц no alfabeto cirílico.